# Embalse de Palouet
El embalse de Palouet es una pequeña infraestructura hidráulica española situada en el término municipal de Masoteras, en la comarca de la Segarra, provincia de Lérida, Cataluña. Tiene 2,26 ha de superficie.
Está situado en un lugar donde predominan los cultivos de secano, separados por pequeños márgenes arbolados. En los márgenes del embalse crecen espadañales, cañaverales, y hay también varios árboles característicos del bosque de ribera, como chopos, sauces blancos, álamos, tamariscos, etc, aunque no llegan a constituir un bosque diferenciado. Destaca la presencia en el agua de comunidades algales, dominadas por potamogeton pectinatus, muy bien constituidas. En la cola del embalse y aguas arriba de éste, el torrente de Palou presenta un extenso carrizal.